# العرين (مسلسل)
مسلسل أردني كتبه زياد القاسم يتصدى للقضايا الاجتماعية التي تركز على العنف الأسري والتنشئة التربوية والأمراض النفسية والتحصيل العلمي والأوضاع الاقتصادية في إطار الستينات التاريخي وكان من بطولة داوود جلاجل وأخرجه نصر عناني وحصل المسلسل على جائزة أفضل إخراج في مهرجان القاهرة للإذاعة والتلفزيون 2004.